# 4405-ös mellékút (Magyarország)
A 4405-ös számú mellékút egy bő 25 kilométer hosszú, négy számjegyű országos közút Csongrád-Csanád vármegye keleti részén; Szentes déli részét köti össze Derekegyház és Nagymágocs települések központjával, illetve Székkutassal.

## Nyomvonala
Szegvár közigazgatási területén, de a településközponttól 4-5 kilométerre keletre, és azzal minden közvetlen közúti kapcsolatot nélkülözve ágazik ki a 45-ös főútból, a 31+700-as kilométerszelvénye táján kialakított körforgalmú csomópontjából, nem messze Szentes déli határszélétől. Délkelet felé indul, majd a 3. kilométere előtt keletnek fordul és így lépi át Derekegyház határát.
4,5 kilométer után lép be Derekegyház lakott területére, ott a Kossuth Lajos utca nevet viseli. 5,2 kilométer után kiágazik belőle dél felé a 44 115-ös út, a településközponttól több mint 8 kilométerre fekvő Tompahát községrész felé. Nem sokkal a 6. kilométere után, ott már újból délkelet felé húzódva kilép a belterületek közül, és ismét keleti irányt vesz.
8,3 kilométer után éri el Derekegyház és Nagymágocs határát, onnan egy darabig a határvonalat kíséri, 9,2 kilométer után azonban teljesen nagymágocsi területre ér. A 14. kilométere után egy elágazást ér el, ott a 44 114-es út ágazik ki belőle északnak, a falu belterületének északnyugati része felé.
15,5 kilométer után eléri a lakott terület délkeleti szélét, majd kicsivel a 16. kilométere előtt egy elágazása következik: itt a 4406-os úttal találkozik, amely ettől a ponttól északnyugati irányban húzódik, Szentes felé. Itt rövid, alig 150 méternyi közös szakasza van a két útnak, kilométer-számozás tekintetében ellenirányban, majd külön is válnak: a 4406-os számozást a továbbiakban a kelet felől idáig húzódó út viseli, a 4405-os pedig délnek fordul.
18,8 kilométer után lépi át Székkutas határát, a belterület északi szélét 24,5 kilométer után éri el. Onnét a település legnyugatibb fekvésű utcájaként húzódik, továbbra is déli irányban, Mágocsi utca néven. Így is ér véget, betorkollva a 47-es főútba, annak 179+400-as kilométerszelvényénél.
Teljes hossza, az országos közutak térképes nyilvántartását szolgáló kira.gov.hu adatbázisa szerint 25,388 kilométer.

## Települések az út mentén
- (Szegvár)
- Derekegyház
- Nagymágocs
- Székkutas

## Története
1934-ben a kereskedelem- és közlekedésügyi miniszter 70 846/1934. számú rendelete a mai 45-ös főút és Nagymágocs közti szakaszát másodrendű főúttá nyilvánította, a Kiskunfélegyháza-Orosháza közti 42-es főút részeként.
A fentebb leírt nyomvonal az útnak a 2023. előtti időszakra vonatkozó állapotát mutatja; abban az évben az út első 16 kilométeres szakaszát átszámozták – az azóta a 451-es főút részét képezi –, a 4405-ős útszámozást pedig már csak a Nagymágocs–Székkutas közti szakasz tartotta meg.